# Baiacu-cofre
O baiacu-cofre, baiacu-caixão, baiacu-sem-chifre, baiacu-sem-espinhos, cofre, ostracião, taoca, vaca-sem-chifre ou peixe-cofre (Lactophrys trigonus) é um peixe da família dos ostraciídeos, nativo do Atlântico ocidental, desde o Massachusetts, nos Estados Unidos, passando pelas Bermudas, Golfo do México, Caraíbas e Brasil. Ocupa habitats recifais, em profundidades até 50 m. O seu corpo, de forma levemente triangular, de cor parda e manchas esbranquiçadas/azuladas no dorso, é revestido de placas ósseas hexagonais. Chega a atingir cerca de 45 cm de comprimento. A sua boca é pequena e demarcada do resto do corpo.
Nos últimos anos, o seu consumo tem aumentado na alimentação humana, já que se caracteriza por ter uma carne branca, tenra e sem espinhas.

## Sinonímia científica
- Actualmente não válida:
  - Ostracion trigonus Linnaeus, 1758
  - Ostracion undulatus Poey, 1868
  - Ostracion expansum Cope, 1871